# 和富道
和富道（英語：Wharf Road）位於香港北角，是一條東西橫向街道，東面連接糖水道往北方向行車線，此段約50米的路程是雙線雙程行車，方便和富中心居民利用東出口直接前往東區走廊。由和富中心東出口向西直至北角道交界為雙線單程向西行車，車輛可經北角道到渣華道往港島東區，而由北角道往西的一段至顯理中學則為雙線單程向東行車，方便城市花園居民車輛經北角道到渣華道往港島東區，或轉入糖水道往北方向行車線前往東區走廊。而和富道亦於顯理中學和余李慕芬兩所學校間的分界線連接城市花園道。
廉政公署於2001年則表示欲於和富道和糖水道交間的臨時停車場建設新總部，最終因太接近民居而改到渣華道民康街興建，而臨時停車場則改建公園取代因建新總部而失去的渣華道足球場，但由於和富道用地只有2,559平方米，而渣華道足球場則有3,827平方米，所以公園只作為長者休憩公園。因此北角居民失去了一個足球場和1,268平方米的休憩用地。